# Health Level 7
Health Level 7 (HL7) refererar till Health Level Seven, Inc, en icke vinstinriktad organisation som driver standardarbete inom hälso- och sjukvård. HL7 används även för att hänvisa till de standarder som skapats av organisationen, exempelvis 
- HL7 v 2.x
- HL7 v 3.0
- HL7 RIM.

Det finns även nationella HL7-organisationer och sedan 2005 finns en HL7-organisation i Sverige, HL7 Sweden.
HL7 används framförallt för utbyte av kliniska data som bokningsinformation, labbresultat m.m. I vissa länder används HL7 mycket, exempelvis USA, Australien och Finland. I Sverige har tidigare andra standarder används för detta som exempelvis EDIFACT (en EDI-standard), men på senare år har HL7 vunnit mark även i Sverige.
HL7 version 3 används inom SLL (Stockholms läns landsting) som grunden för de meddelanden som tjänsterna använder vid utbyte av patientdata. HL7 är även grunden för en av profilerna i RIV (Regelverket för Interoperabilitet inom Vården).